# Hundelgem
Hundelgem is een dorp in de Belgische provincie Oost-Vlaanderen en een deelgemeente van Zwalm, het was een zelfstandige gemeente tot aan de gemeentelijke herindeling van 1971.

## Geschiedenis
De naam van het dorpje zou afkomstig zijn van "Hundilinga-heim", woning van de lieden van Hundilo. De plaats wordt reeds in 1389 vermeld.

## Bezienswaardigheden
- De Sint-Amanduskerk en zijn kerkorgel zijn beschermd als monument. Ook de omgeving is als dorpsgezicht beschermd.  Het meermaals verbouwde orgel kon recent toegeschreven worden aan een late Van Peteghem (Pierre en/of zijn zoon Maximilien) uit de 19de eeuw.[1]
- Het standbeeld van de wagenmaker.
- De Oude Madrienne, een windmolenrestant.
- De Pedes molen, een watermolen

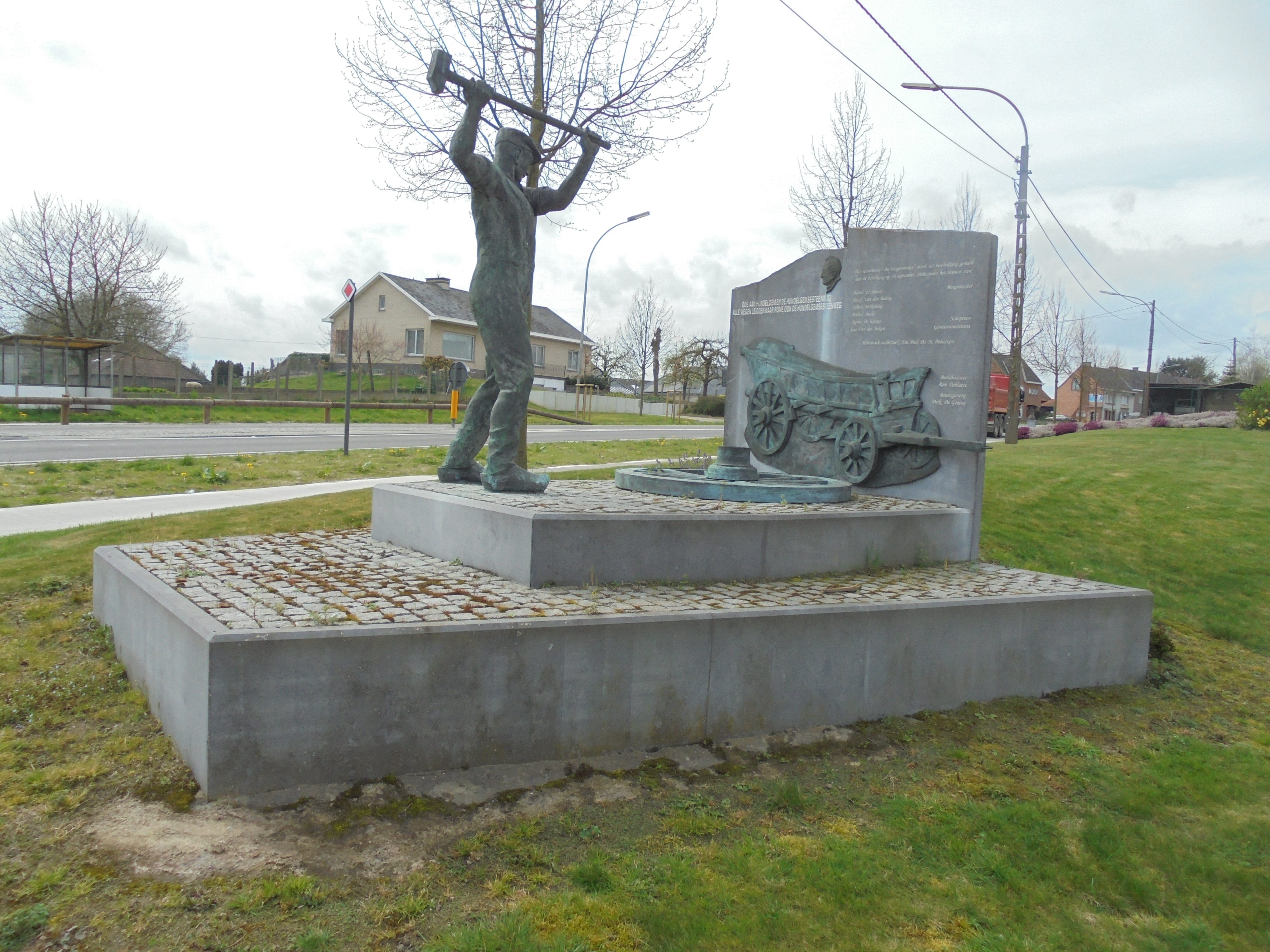
Standbeeld van de wagenmaker
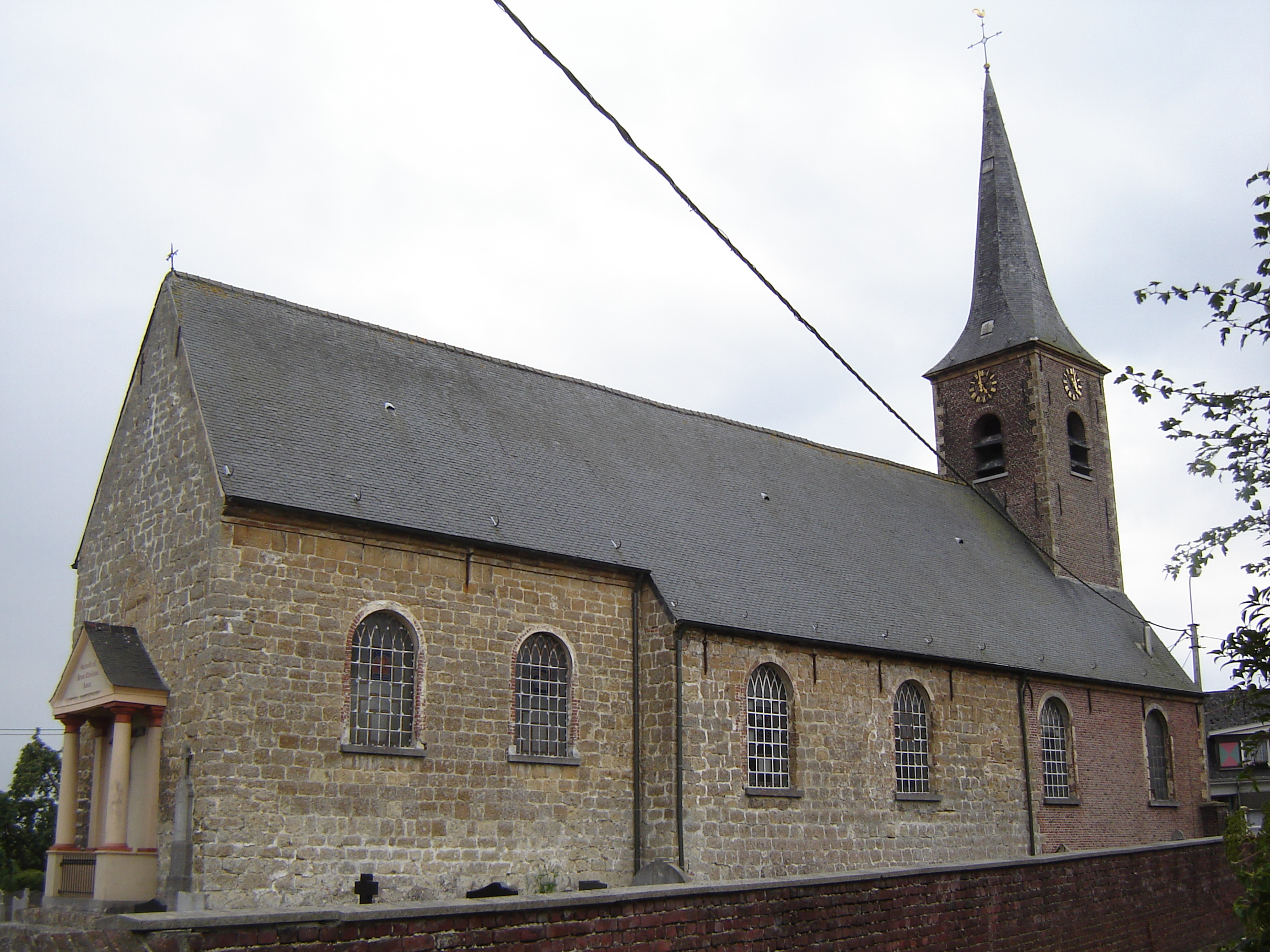
Sint-Amanduskerk
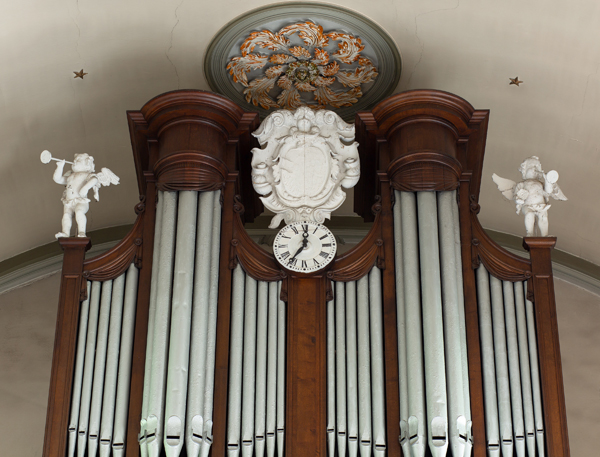
Kerkorgel
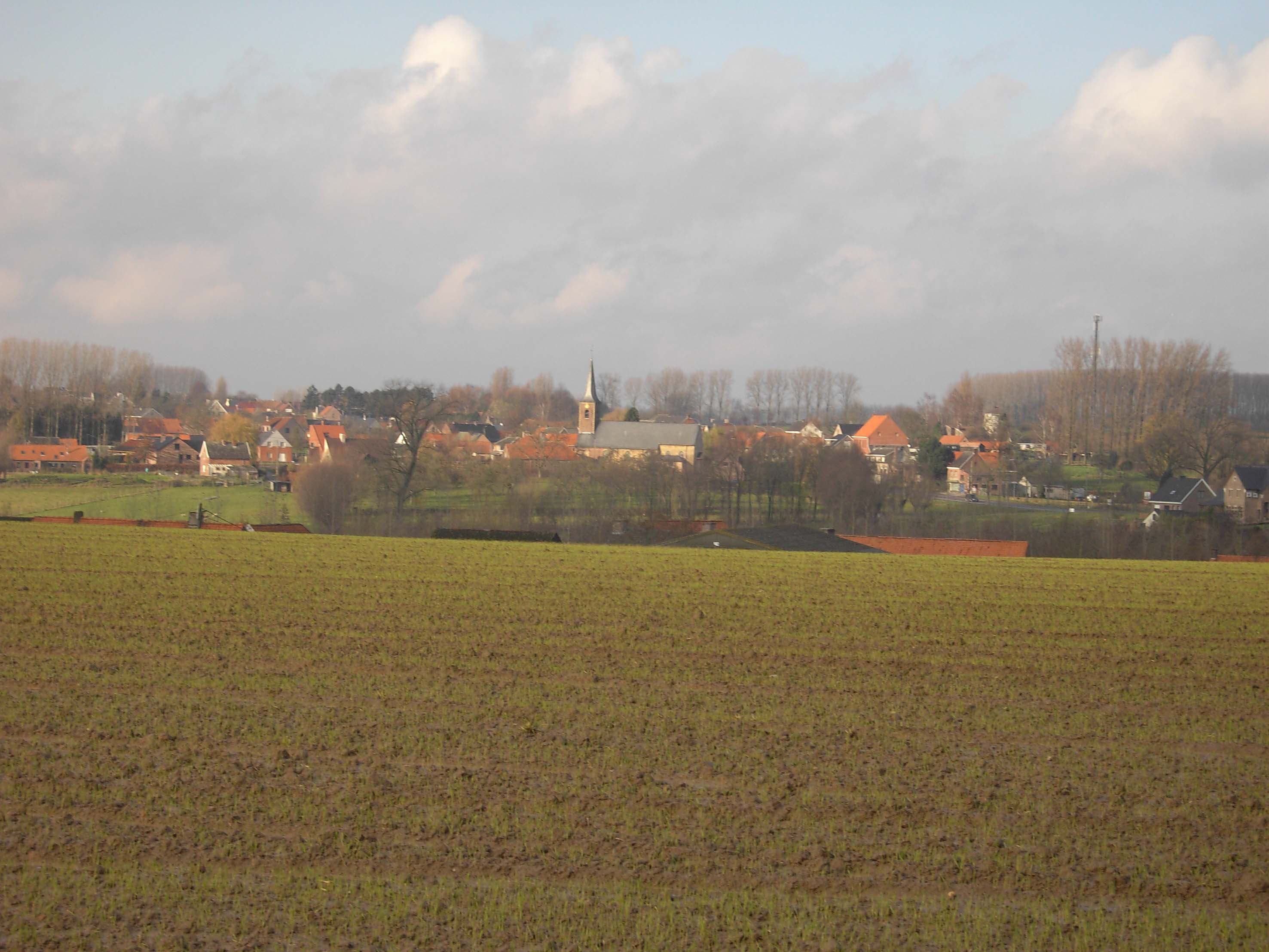
Zicht op het dorp
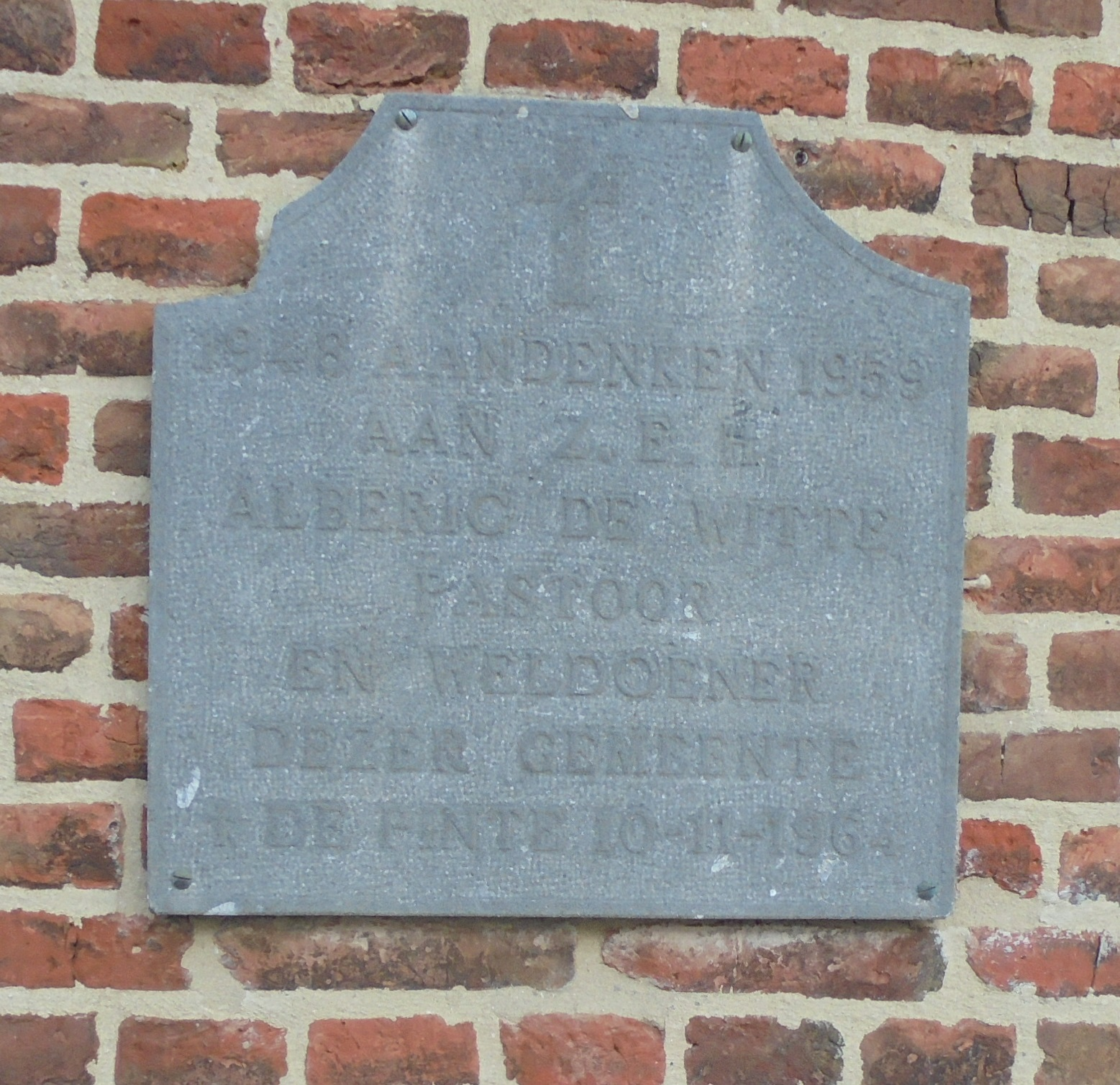
Gedenksteen

## Natuur en landschap
Hundelgem ligt in Zandlemig Vlaanderen op een hoogte van 25-58 meter. In het oosten loopt de Passemaregracht met daarop de Pedes molen. In het zuiden loopt de Zwalm.

## Demografische ontwikkeling
- Bronnen:NIS, Opm:1831 tot en met 1970=volkstellingen

## Lijst van burgemeesters
Lijst van burgemeesters van Hundelgem tot aan de fusie van 1971 met Munkzwalm (later Zwalm):
| Periode | Naam                    |
| ------- | ----------------------- |
|         | Kamiel Goossens         |
| -1931   | Camille Michiels        |
|         | Theophiel Van den Haute |
| -1971   | Robert Vermassen        |

## Nabijgelegen kernen
Sint-Maria-Latem, Paulatem, Beerlegem, Dikkele, Velzeke, Munkzwalm